# 단장 (스포츠)
스포츠에서 단장(團長, Sporting Director)은 선수단 전반의 총책임자를 의미한다.
축구, 야구 등의 프로스포츠 구단에서는 대체로 선수 영입을 비롯 선수단 관련 업무의 최고 책임자를
외국에서는 Sporting Director 호칭하고 한국에서는 이를 단장으로 번역을 하는데 국내에서는 선수단 전반의 총책임자를 의미하는 경우가 많고
외국과 국내도 각 구단마다 역할이 달라서 정확한 역할을 규정짓기는 어렵다.